# Texas School Book Depository
Le Texas School Book Depository (nom souvent abrégé en TSBD) est l'ancien nom d'un bâtiment de sept étages situé à Dealey Plaza dans la ville de Dallas aux États-Unis. Son adresse précise est le 411, Elm Street, au coin de Elm Street et de Houston Street.
Le bâtiment, construit en 1901, était utilisé en 1963 comme dépôt de livres scolaires par une société privée du même nom.

## Assassinat de JFK
Le 22 novembre 1963, le président des États-Unis John Fitzgerald Kennedy (JFK) est assassiné alors que sa voiture venait de passer devant l'immeuble. Un fusil Carcano et des douilles seront retrouvés au sixième niveau de l'immeuble et d'après les enquêtes officielles, les balles ayant tué le président ont été tirées depuis une fenêtre par Lee Harvey Oswald, un ancien marine qui avait été engagé le 15 octobre par le TSBD pour faire face à un surcroît de travail.
Les cinquième et sixième étages de l'immeuble sont actuellement occupés par un musée consacré à cet événement, le Sixth Floor Museum (selon l'usage américain, le rez-de-chaussée est désigné comme le premier étage, et le cinquième étage est donc, aux États-Unis, le sixième étage, ou « sixth floor »).

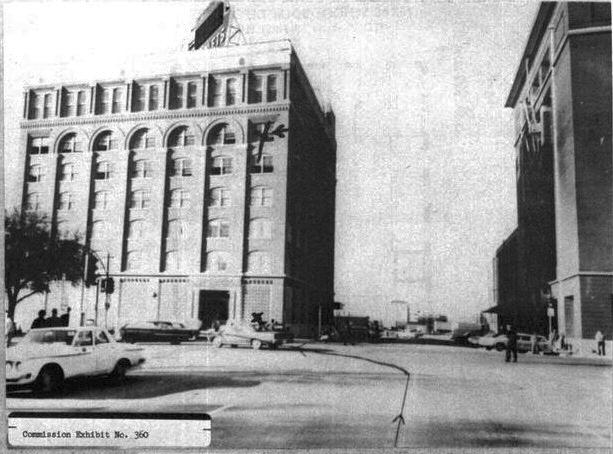
Texas School Book Depository en 1963, vu de Houston Street.